# Ural-5557
Der Ural-5557 (russisch Урал-5557) ist ein Lastwagen mit Allradantrieb aus der Produktion des russischen Uralski Awtomobilny Sawods. Er basiert auf dem deutlich bekannteren Ural-4320 und wird seit 1984 in Serie gebaut. Das ursprünglich als Kipper konzipierte Fahrzeug wurde später aufgrund seiner höheren Nutzlast für diverse Spezialaufbauten genutzt, die nicht auf einen Ural-4320 verlastet werden können.

## Fahrzeugbeschreibung

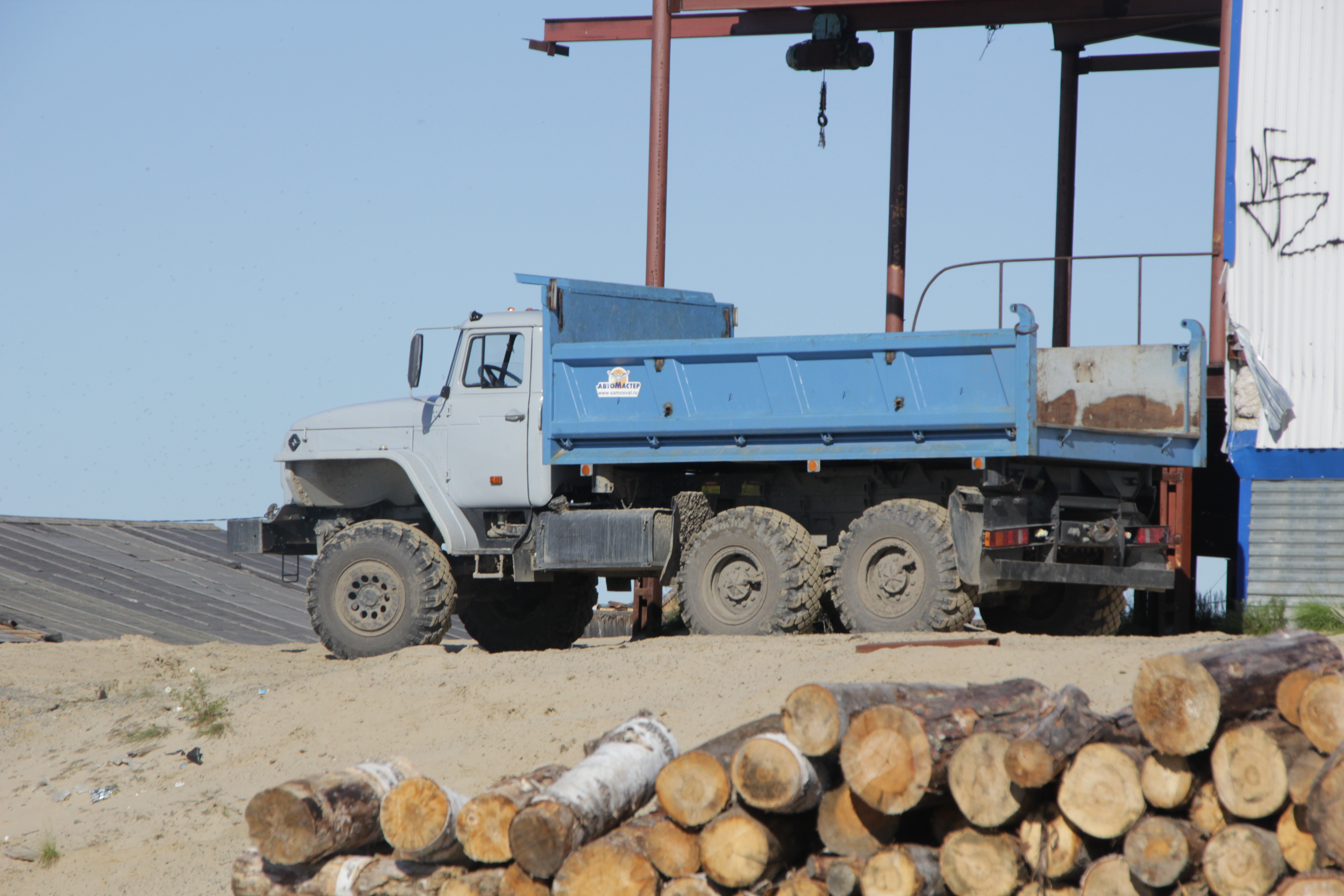
Heckansicht des Fahrzeugs (2014)

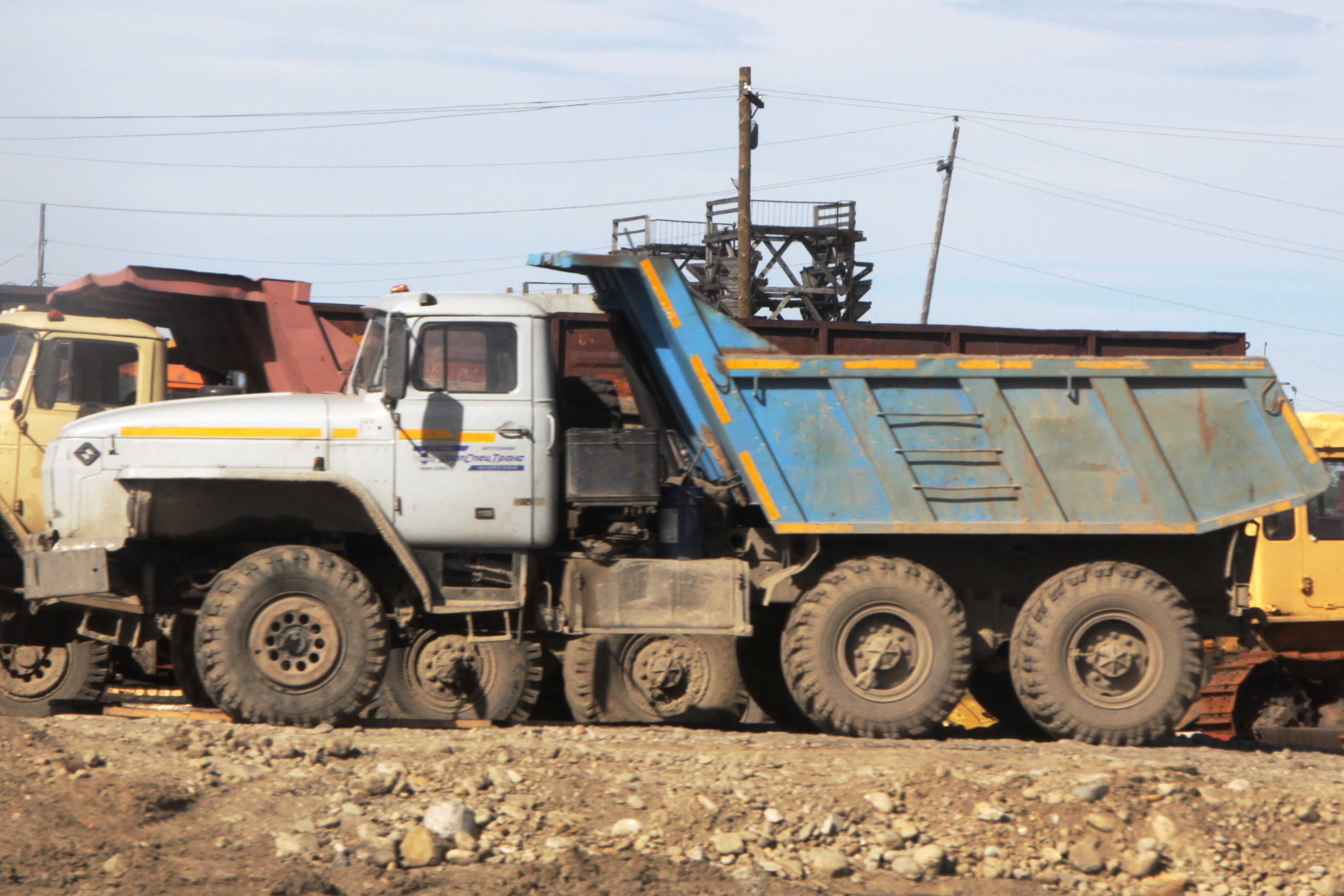
Ural-55571 auf einer Baustelle an der Trasse der Petschora-Eisenbahn kurz vor Workuta (2014)

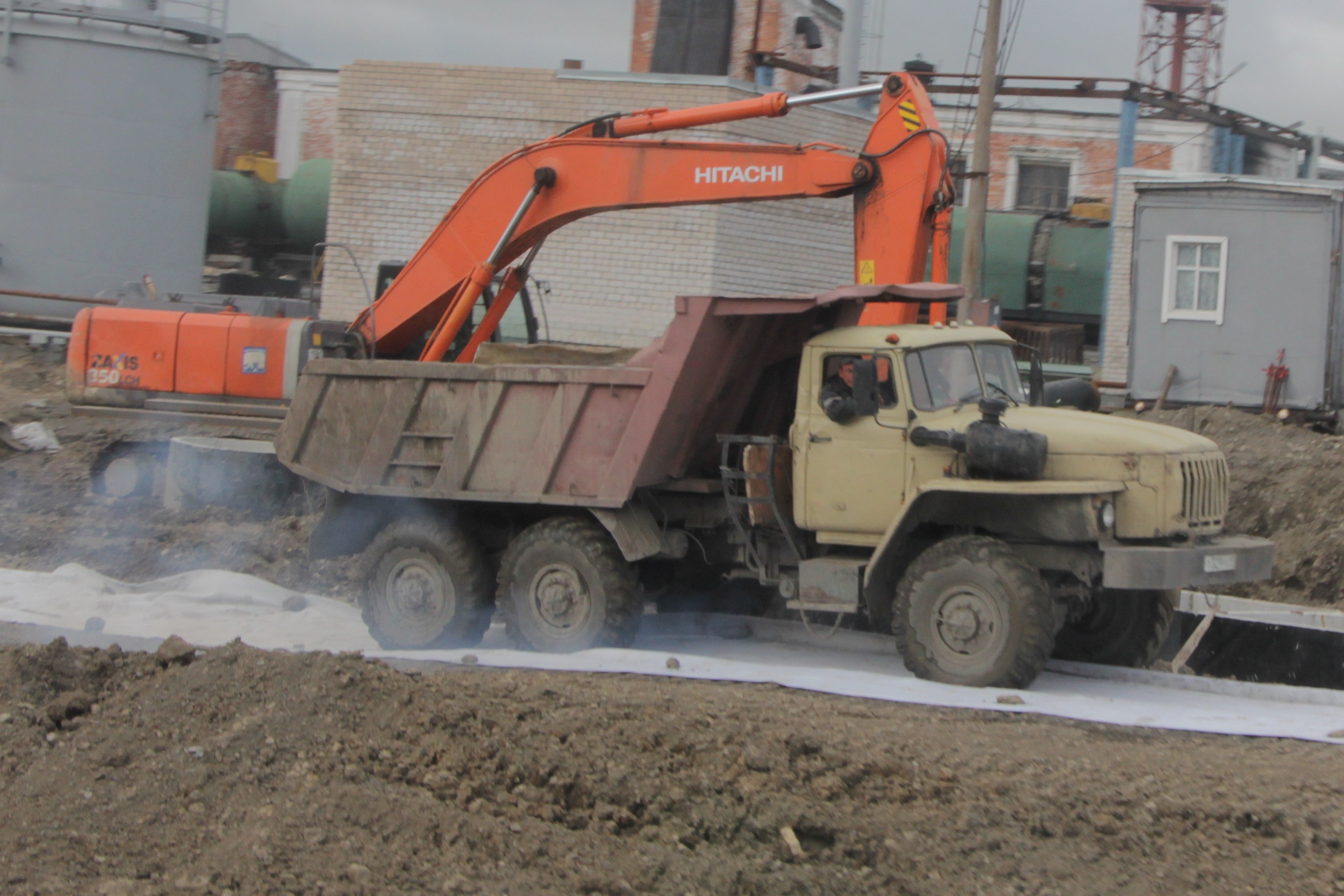
Ural-55571 auf einer Baustelle an der Trasse der Petschora-Eisenbahn kurz vor Workuta (2014)

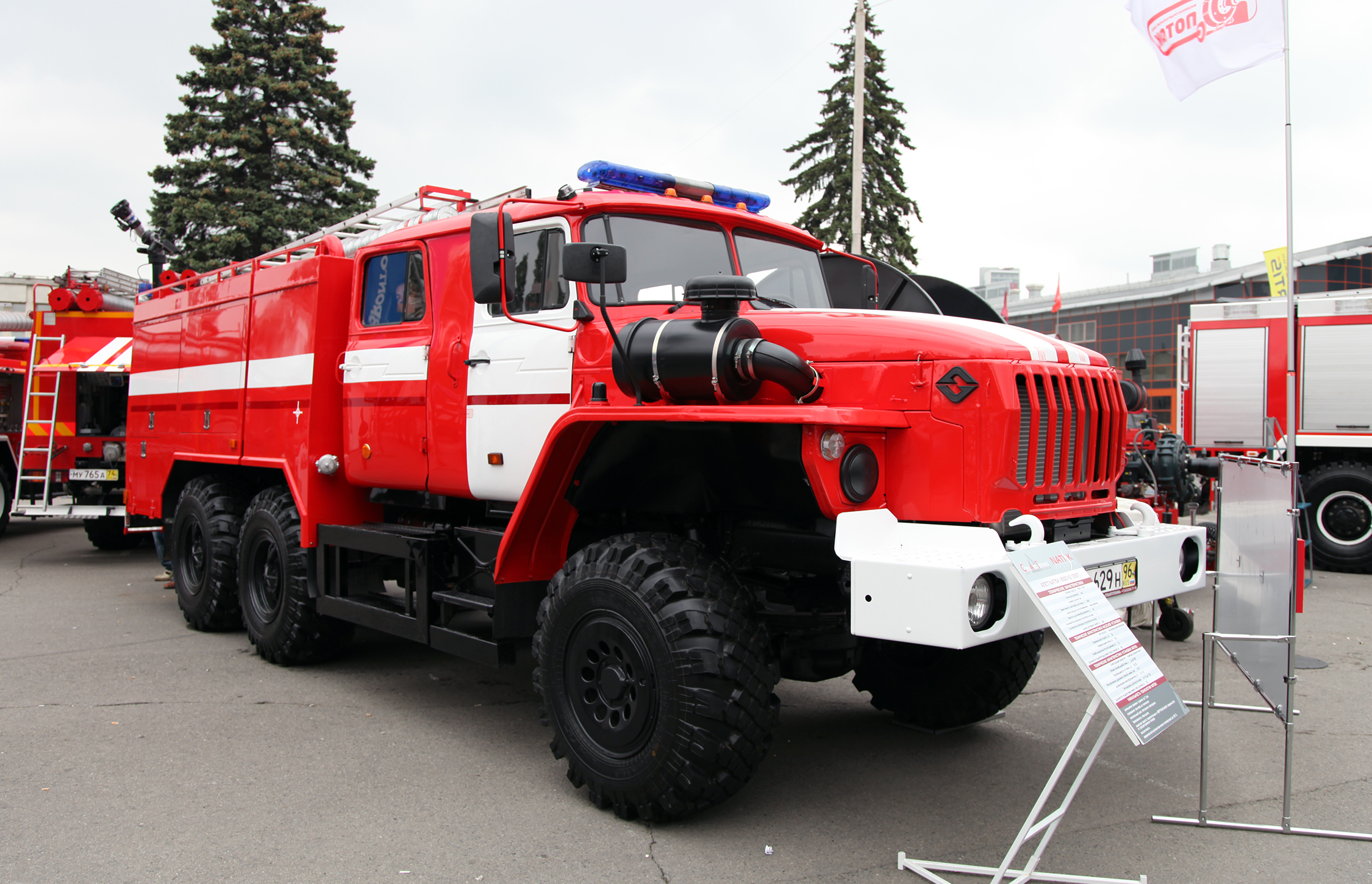
Feuerwehrfahrzeug vom Typ APST NATISK-3000 KS auf dem Fahrgestell des Ural-5557 (2013)

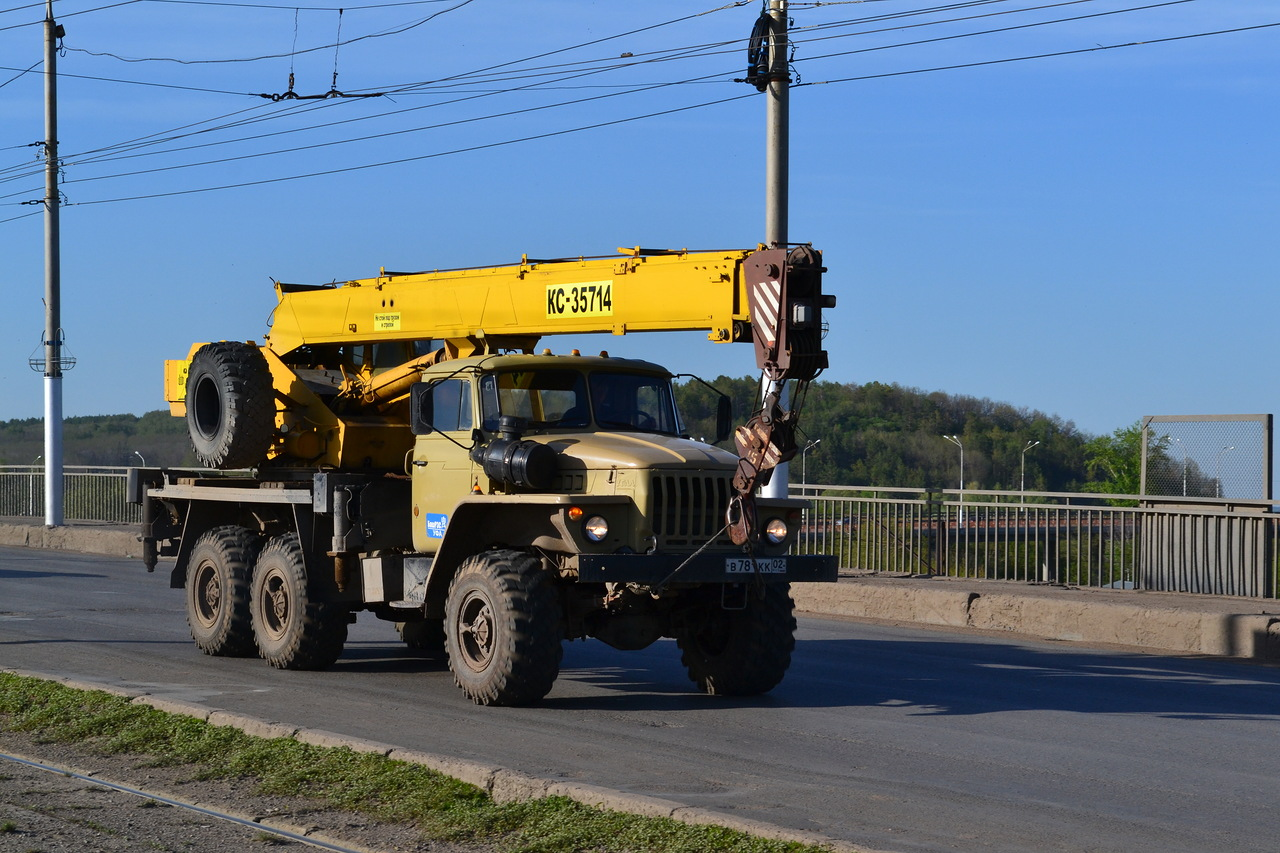
Mobilkran vom Typ KS-35714 auf Basis des Ural-5557 (2013)

Die Produktion des Ural-5557 begann im Uralski Awtomobilny Sawod 1984. Das Fahrzeug, das optisch wie technisch auf dem Ural-4320 basiert, ist dafür gebaut sieben bis zehn Tonnen Schüttgut durch nahezu jedes Gelände zu bringen. Dazu ist es mit großer Einzelbereifung an allen Achsen, Allradantrieb und einer Reifendruckregelanlage ausgestattet.
Heute wird der Lastwagen nur noch mit Dieselmotoren aus dem Jaroslawski Motorny Sawod (JaMZ) angeboten. Dies sind insbesondere verschiedene Varianten des Sechszylinders JaMZ-236 und des Achtzylinders JaMZ-238. In früheren Baujahren wurden auch Achtzylinder-Dieselmotoren von KAMAZ verbaut, wie sie auch im KamAZ-5320 zum Einsatz kamen. Die durchweg großvolumigen Triebwerke haben Hubräume von 10,85 bis 14,86 Liter und sind verbrauchsintensiv. Mit dem Achtzylinder von JaMZ wird der Verbrauch auf etwa 36 Liter je 100 Kilometer beziffert. Eine EURO-Abgasnorm erfüllt der Dieselmotor, der seit Beginn der 1960er-Jahre gefertigt wird, nicht. Maximal sind Maschinen mit EURO 2 verfügbar.
Das mechanische Fünfganggetriebe ist handgeschaltet und stammt ebenfalls von JaMZ. Durch eine nachgeschaltete Geländeuntersetzung stehen effektiv zehn Gänge zur Verfügung. Die Höchstgeschwindigkeit liegt bei 80 km/h. Um seinem ursprünglichen Zweck als landwirtschaftlicher Kipper gerecht zu werden, wurde die Getriebeübersetzung so gewählt, dass der Lkw im ersten Gang mit Geschwindigkeiten ab drei Kilometer pro Stunde bewegt werden kann. So kann er bei der Ernte neben langsamen landwirtschaftlichen Maschinen eingesetzt werden.

## Modellvarianten
Der Lastwagen wird für zwei unterschiedliche Verwendungszwecke und somit in zwei sich unterscheidenden Formen gebaut. Zum einen existieren Fahrzeuge mit rechteckigen hohen Aufbauten für leichte Schüttgüter, wie sie in der Landwirtschaft eingesetzt werden. Zum anderen, zumeist unter der Bezeichnung Ural-55571, werden Lkw mit einer höheren Zuladung von zehn Tonnen in Form von Muldenkippern gefertigt, die zum Transport schwerer Schüttgüter gedacht sind. Sie werden insbesondere auf Baustellen für Sand, Kies, Schotter und ähnliches eingesetzt.
Die nachfolgende Liste gibt einen Überblick über die wichtigsten Versionen des Fahrzeugs, die in den letzten 30 Jahren gebaut wurden. Sie erhebt keinen Anspruch auf Vollständigkeit.
- Ural-5557-10 – Landwirtschaftlicher Kipper mit sieben Tonnen Nutzlast und Sechszylindermotor mit elf Litern Hubraum vom Typ JaMZ-236. Im Laufe der Produktionsgeschichte wurde das Fahrzeug mit unterschiedlich hohen Bordwänden ausgestattet.
- Ural-5557-30 – Landwirtschaftlicher Kipper mit sieben Tonnen Nutzlast auf unbefestigten und zehn Tonnen Nutzlast auf befestigten Wegen. Als Triebwerk dient ein Achtzylindermotor mit knapp 15 Litern Hubraum vom Typ JaMZ-238M2. Im Laufe der Produktionsgeschichte wurde das Fahrzeug mit unterschiedlich hohen Bordwänden ausgestattet.
- Ural-5557-31 – Geringfügig modernisierter Ural-5557-30.
- Ural-5557-40 – Entspricht dem Ural-5557-30, jedoch wurde ein modernerer Sechszylindermotor vom Typ JaMZ-236NE2 verbaut, der 230 PS leistet und die Abgasnorm EURO 2 erfüllt.
- Ural-55571-10 – Muldenkipper für den Baustelleneinsatz mit einer Zuladung von lediglich sieben Tonnen und Sechszylindermotor vom Typ JaMZ-236NE2 mit 230 PS.
- Ural-55571-30 – Muldenkipper für den Baustelleneinsatz mit zehn Tonnen Zuladung von Achtzylindermotor vom Typ JaMZ-238M2 mit 240 PS.

Neben den Versionen als Kipper wurden der Ural-5557-30 und der Ural-5557-40 mit Stand 2010 auch als Fahrgestell ohne Aufbau angeboten. Diese Fahrgestelle dienen einer ganzen Reihe Spezialaufbauten als Plattform. Dazu zählen winterdienstliche Fahrzeuge ebenso wie Feuerwehrfahrzeuge, Straßenbaumaschinen, Sonderfahrzeuge für die Ölindustrie oder Mobilkräne. Die nachfolgende Liste ist nicht unbedingt vollständig.
- ATZ-7,5-5557 – Tanker für 7500 Liter brennbaren Treibstoff, Sechszylindermotor.
- ATZ-9-5557 – Tankfahrzeug für 9000 Liter brennbaren Treibstoff, ebenfalls mit Sechszylindermotor ausgestattet.
- AMZ-7-5557 – Tankfahrzeug mit 7000 Liter Fassungsvermögen für die Ölindustrie.
- ATsP-40-6/3 – Tanklöschfahrzeug mit 6000-Liter-Tank auf Basis des Ural-5557.
- ATsP-6/6-40 – Tanklöschfahrzeug mit 6000-Liter-Tank auf Basis des Ural-5557, zusätzlich mit Löschkanone ausgestattet.
- ATsP-8/6-40 – Tanklöschfahrzeug mit 8000-Liter-Tank auf Basis des Ural-55571, zusätzlich mit Löschkanone ausgestattet.
- ATsP-9/3-40 – Tanklöschfahrzeug mit 9000-Liter-Tank auf Basis des Ural-55571.
- URB 12 UW – Mobiler Bohrturm für die Ölindustrie auf Basis das Ural-5557-10.
- ADPM-12/50 – Spezialfahrzeug auf Basis des Ural-5557-10 für die Ölindustrie, dient der Aufbereitung von Rohöl.
- PPU-2000/100 – Mobiler Dampferzeuger, dieselbefeuert, für 2000 kg Dampf pro Stunde.
- PKS-7/100 – Mobiler Kompressor, erzeugt sieben Kubikmeter Druckluft pro Minute bei maximal 100 Bar.
- ANRW-1US – Mobile Werkstatt zur Reparatur von Rohrleitungssystemen unterschiedlicher Art.
- UNPM-5557 – Mobile Pumpstation für Arbeiten auf Öl- und Gasfeldern.
- ANTs-32/50 – Spezialtanker zum Transport von Salzsäure und ähnlichen Flüssigkeiten.
- BMKD-6843-18 – Fahrzeug das zum Straßenbau verwendet wird, die Funktion ist ähnlich der eines Graders. Entsprechend sind zwei große Schiebeschilde montiert. Mit Kippmulde als Aufbau.
- EA-17 – Mit Baggeraufbau.
- KS-35714 und KS-35719 – Mobilkräne.
- URD-2N – Gussasphaltkocher für Straßenreparaturen.

## Technische Daten
Die hier aufgeführten Daten gelten für Fahrzeuge vom Typ Ural-55571-30 (Aufbau als Baukipper), wie sie der Hersteller 2010 produzierte. Über die lange Bauzeit hinweg und aufgrund verschiedener Modifikationen an den Fahrzeugen können einzelne Werte leicht schwanken.
- Motor: Viertakt-V8-Dieselmotor
- Motortyp: JaMZ-238M2
- Leistung: 240 PS (176 kW)
- maximales Drehmoment: 883 Nm
- Hubraum: 14,86 l
- Bohrung: 130 mm
- Hub: 140 mm
- Motorgewicht: 1075 kg
- Abgasnorm: EURO 0 (keine)
- Getriebe: manuelles Fünfgang-Schaltgetriebe mit Geländeuntersetzung
- Höchstgeschwindigkeit: 80 km/h
- Verbrauch: 36 l/100 km bei konstanten 60 km/h
- Tankinhalt: 300 l
- Antriebsformel: 6×6

Abmessungen und Gewichte
- Länge: 7735 mm
- Breite: 2500 mm
- Höhe: 2980 mm
- Wendekreis: 23,2 m
- Kapazität der Kippmulde: 7,0 m³
- Leergewicht: etwa 10.625 kg
- Zuladung: 10.000 kg
- zulässiges Gesamtgewicht: 20.775 kg
- maximale Achslast vorne: 5040 kg
- maximale Achslast hinten (Doppelachse): 15.735 kg
- Anhängelast: 11.500 kg
- zulässiges Gesamtgewicht des Zugs: 32.275 kg
- maximal befahrbare Steigung: 27 %